# Escut de Cabó
L'escut oficial de Cabó té el següent blasonament:
El seu blasonament és: Escut caironat: de sinople, un capó d'argent. Per timbre una corona mural de poble.
Va ser aprovat el 20 de juny de 1988. Armes parlants: el capó fa referència tradicionalment al nom del poble.